# Barum (Kristianstad)

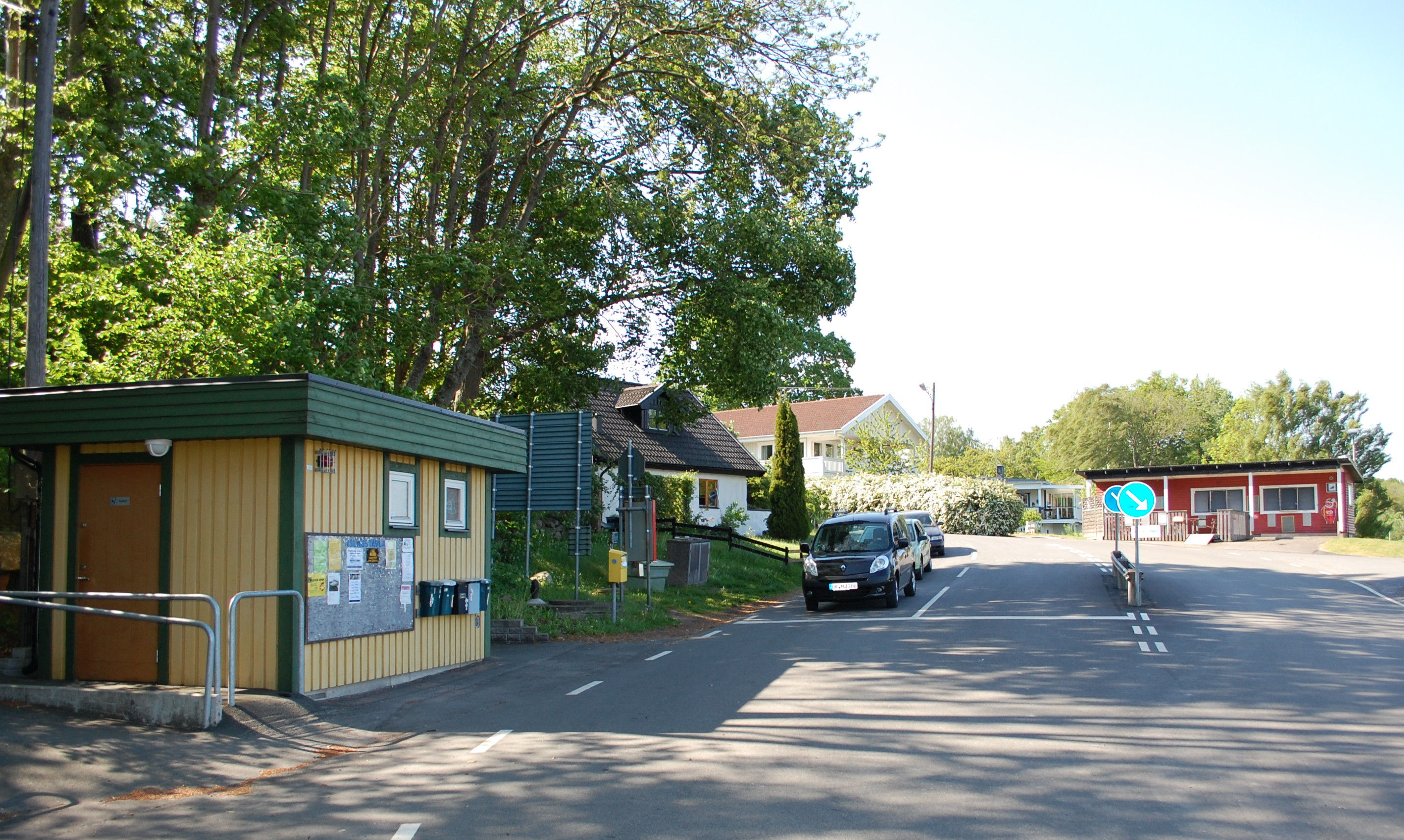
Fährstelle Barum, wartende Fahrzeuge zur Überfahrt nach Ivö

Barum ist eine Ortschaft (småort) in der Gemeinde Kristianstad der schwedischen Provinz Skåne län.
Der Ort liegt östlich von Kristianstad am Ufer des östlich von Barum gelegenen großen Sees Ivösjön. Von Barum aus verkehrt regelmäßig die Autofähre Ivöleden zur größten Insel des Sees, Ivö. Nur etwas westlich des Orts erstreckt sich der See Oppmannasjön, so dass Barum selbst am Nordende einer schmalen Landzunge zwischen den beiden Seen liegt.
Die erste urkundliche Erwähnung ist aus dem Jahr 1211 als Barhem überliefert.
Im Jahre 1939 wurde etwa 2,5 Kilometer südlich des Dorfes am Strand des Oppmannasjön das prähistorische Grab der Bäckaskogfrau gefunden, die als älteste Frau Schonens bezeichnet wird. Die Frau von Bäckaskog (auch Frau von Barum genannt; schwedisch Kvinnan från Bäckaskog) ist ein Skelettfund einer mesolithischen Sammlerin, die vor etwa 9000 Jahren zur Zeit der Maglemose-Kultur in starb.
Barum gehörte zur Landgemeinde Fjälkinge (Fjälkinge landskommun), bevor diese zum 1. Januar 1971 in der Gemeinde Kristianstad aufging.
Von 53 Bewohnern im Jahr 2000 stieg die Einwohnerzahl bis 2015 auf 68.